# Isopterygium geophilum
Isopterygium geophilum là một loài Rêu trong họ Hypnaceae. Loài này được (Austin) A. Jaeger mô tả khoa học đầu tiên năm 1878.